# Menotey
Menotey település Franciaországban, Jura megyében. Lakosainak száma 301 fő (2022. január 1.). Menotey Archelange, Chevigny, Frasne-les-Meulières, Gredisans, Jouhe, Moissey és Rainans községekkel határos.

## Népesség
A település népességének változása:
| Lakosok száma | 210  | 189  | 202  | 269  | 279  | 290  | 306  | 312  | 316  | 301  |
|               | 1968 | 1982 | 1990 | 2006 | 2013 | 2015 | 2017 | 2019 | 2020 | 2022 |